# Konkretes Ordnungsdenken

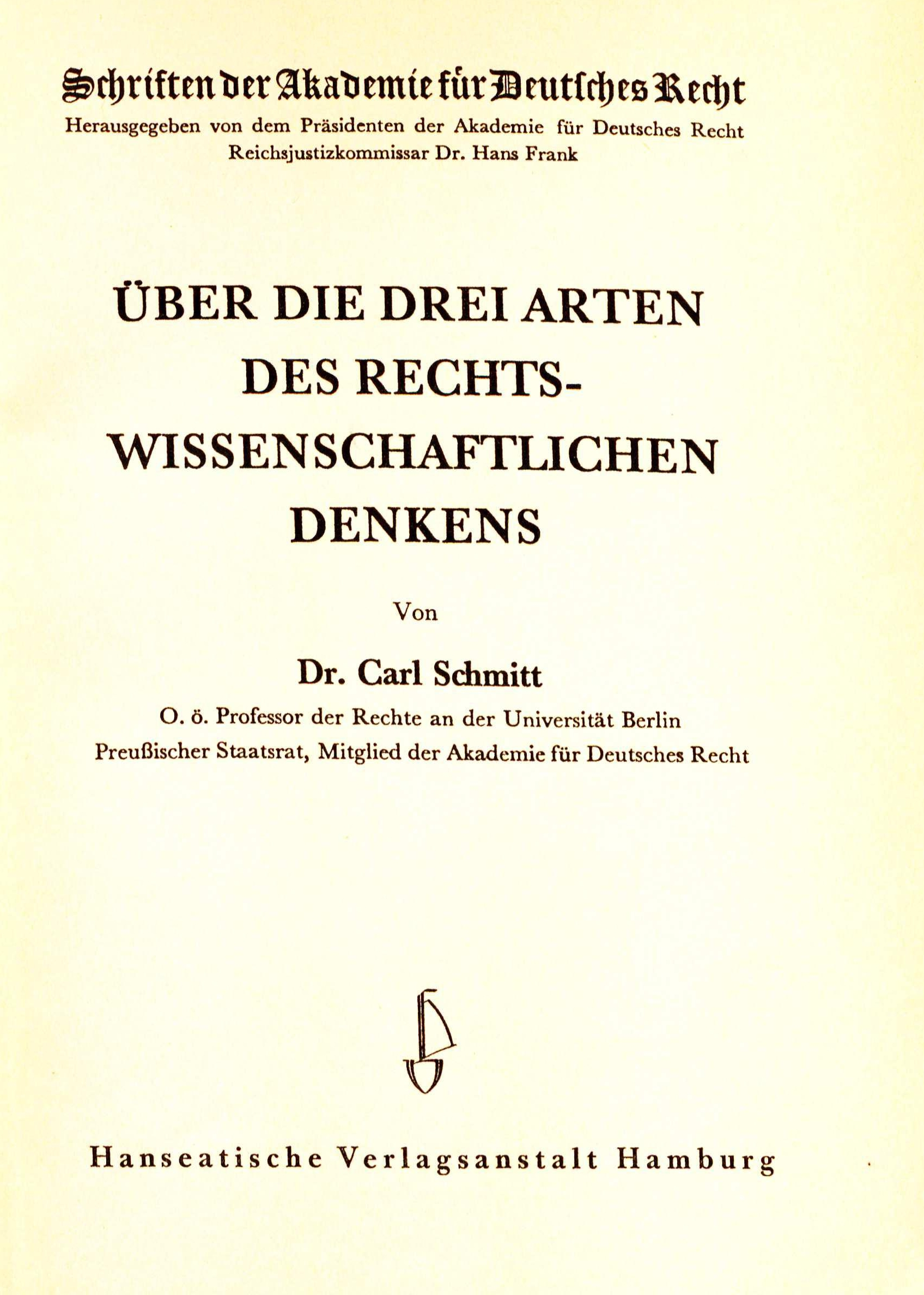
Titelblatt der Erstauflage von Über die drei Arten des rechtswissenschaftlichen Denkens (1934)

Konkretes Ordnungsdenken (bzw. Konkretes Ordnungs- und Gestaltungsdenken) ist ein von Carl Schmitt geprägter Terminus aus der Rechtslehre  und wird von diesem als Ausprägung einer institutionalistischen Rechtstheorie im Sinne Maurice Haurious verstanden. Demnach sei „Recht nicht auf ein abstraktes Sollen normativer Setzungen bzw. Postulate oder auf arbiträre Entscheidungen gegründet, sondern in den dem dualistischen Auseinanderreißen von Sein und Sollen vorausliegenden konkreten Lebensordnungen und überpersönlichen Institutionen der geschichtlich-sozialen Wirklichkeit.“

## Entstehung und Inhalt
Zum ersten Mal benutzt Carl Schmitt den Ausdruck in der von Reichsrechtsführer Hans Frank als Teil der Reihe „Schriften der Akademie für Deutsches Recht“ herausgegebenen Schrift Über die drei Arten rechtswissenschaftlichen Denkens aus dem Mai 1934. Bei der Erstellung des Typoskriptes wurde Schmitt von seinem Schüler Günther Krauss unterstützt, der zeitweilig als Referent in der Reichsgeschäftsstelle des Nationalsozialistischen Rechtswahrerbund als Mitarbeiter Schmitts tätig war.
In der schmalen Schrift (67 Seiten) unterscheidet Schmitt drei grundlegende Typen des Rechtsdenkens: 
- Normativismus
- Dezisionismus
- Konkretes Ordnungs(- und Gestaltungs)denken.

Als Anliegen des Normativismus sieht Schmitt dabei die „Herrschaft des Gesetzes im Gegensatz zur Herrschaft von Menschen“. In einer Fehldeutung des Wortes vom „Nomos basileus“ werde der „Nomos als König“ zum „Gesetz als König“. Verkürzt werde Recht als Norm bzw. Gesetz verstanden. Jedoch wiesen für das Recht essentielle Ausdrücke wie „König, Herrscher […] aber auch Richter und Gericht“ auf Ordnungen hin, „die nicht mehr bloße Regeln sind.“ Daher stoße der Normativismus bei der Erfassung des Phänomens „Recht“ an Grenzen und kann dieses nicht vollständig erklären. Für Schmitt führt der Normativismus zu einer Verstärkung des Gegensatzes von Sein und Sollen, da der Normativist immer nur an der Ordnung der geltenden Rechtsnormen, nicht aber an der dazu relativen Unordnung der Sachlage interessiert. Dies verknüpft Schmitt zudem mit antisemitischen Wendungen, indem er das normativistische Rechtsdenken mit der „Eigenart“ des jüdischen Volkes verknüpft, das auf formale Rechtssicherheit angewiesen sei.
Kern des Dezisionismus ist für Schmitt „die Autorität oder Souveränitat einer letzten Entscheidung“. Erst die Entscheidung des Souveräns stelle die Rechtsordnung her. Damit könne der Dezisionismus die Fragen nach der Rechtsanwendung und -geltung einer Antwort zuführen. Die Entscheidung selbst sei nicht ableitbar und entspringe „aus einem normativen Nichts und einer konkreten Unordnung.“ Schmitt sieht dabei die Gefahr, durch „die Punktualisierung des Augenblicks das in jeder großen politischen Bewegung enthaltene ruhende Sein zu verfehlen“. Da das Entscheidungsdenken den Ursprung des Recht im Sollen verortet, sei auch dieses nicht dazu geeignet, den Spalt zwischen Sein und Sollen zu überwinden. Da sich die Entscheidung zudem negativ auf die Ordnung bezieht, indem sie eine Überwindung der Unordnung anstrebt, ist sie auf die Dimension der Ordnung angewiesen.
Mit dem konkreten Ordnungsdenken unternahm Schmitt eine Wendung gegen seine eigene dezisionistische Theoriebildung, ohne dabei seine antinormativistische Position aufzugeben. Zugleich wandte Schmitt sich gegen den Rechtspositivismus, den er als Mischtyp von Normativismus und Dezisionismus verstand. Diesem stellt Schmitt sein konkretes Ordnungsdenken gegenüber, in welchem Regel und Entscheidung keine eigenständige Bedeutung mehr zukommt, da sie in einem höheren Dritten „aufgehoben“ sind.
Hans Barion bemerkte in einem Schreiben an Ernst Forsthoff, er könne Schmitts „Abhandlung über die 3 Arten […] nicht so recht schätzen“ und bescheinigt Schmitt, dass er „ausnahmsweise flüchtig gearbeitet“ habe. So habe dieser „sein Wissen, seinen Stil und seine Assoziationsfähigkeit dazu benutzt, um die schwachen Stellen dieser Attacke zu verschleiern.“

## Das konkrete Ordnungsdenken als Mittel nationalsozialistischer Rechtsgestaltung
Carl Schmitt verweist insbesondere auf die Bedeutung der Generalklauseln als Einbruchstellen des Ordnungsdenkens in das positive Recht, um dieses umzugestalten. Dabei ist davon auszugehen, dass die „konkreten Ordnungen“ von nationalsozialistischer Prägung sein sollen. So fordert Schmitt ausdrücklich ein konkretes Ordnungs- und Gestaltungsdenken, „das den zahlreichen neuen Aufgaben der staatlichen, völkischen, wirtschaftlichen und weltanschaulichen Lage und den neuen Gemeinschaftsformen gewachsen ist.“ Zudem nimmt er in seine Überlegungen das Element der „Gestaltung“ auf, das als Ausfluss des Führerprinzips gedeutet werden kann. Das konkrete Ordnungs- und Gestaltungsdenken kann somit auch als Instrument der Legitimierung nationalsozialistischer Politik verstanden werden, wenngleich die Grundgedanken auch ohne nationalsozialistische Rahmung tragfähig scheinen, denn nach 1945 setzt Schmitt seine in „Über die drei Arten des rechtswissenschaftlichen Denkens“ begonnenen Überlegungen in seinem „Nomos der Erde“ fort, wo neben der auf Ordnung basierenden Definition des Rechts das Element der Gestaltung deutlicher herausgearbeitet wird.

## Konkretes Ordnungsdenken und Naturrecht
Das konkrete Ordnungsdenken wird beschrieben als „neo-naturrechtliche Elemente“ enthaltend sowie als eine „Spielart des Naturrechtsdenkens“. Dabei ist unklar, inwiefern dies tatsächlich zutrifft, da Schmitt das Verhältnis zwischen Ordnungsdenken und dem dezisionistischen Element der Gestaltung nicht vollständig ausführt. Nicht zuletzt deswegen muss konstatiert werden, dass die „Lehre vom »konkreten Ordnungsdenken« immer ein bloßes Schlagwort geblieben war“.

## Konkretes Ordnungsdenken und Institutionenlehre
Ernst Forsthoff war davon überzeugt, dass dieser mit dem konkreten Ordnungsdenken „wesentliches von der Sache des institutionellen Denkens aufgegeben“ habe und rechnet es demnach nicht dem Institutionalismus zu, denn es fehle „dem konkreten Ordnungsdenken […] die Beziehung auf das Moment der Dauer und die Orientierung an der Gebildehaftigkeit der Rechtserscheinungen, welche das besondere Merkmal des institutionellen Denkens bildet.“ Carl Schmitt selbst sah sein konkretes Ordnungsdenken zwar in der Tradition des institutionellen Denkens Maurice Haurious, lehnte den Institutionenbegriff jedoch ab, da dieser nicht zuletzt aufgrund seiner Herkunft aus dem Lateinischen „den Stempel einer bloß konservativen Reaktion gegen Normativismus, Dezisionismus und den aus beiden zusammengesetzten Positivismus des letzten Jahrhunderts“ trage; es habe „alle Nachteile und wenig von den Vorteilen eines Fremdwortes.“